# 31673 Nayessda
31673 Nayessda este o planetă minoră (asteroid), cu un diametru de 8,731 km, din centura de asteroizi. A fost descoperită pe 7 mai 1999 la Catalina Station⁠(d) de Catalina Sky Survey. 
Obiectul prezintă o orbită caracterizată de o semiaxă mare de 2,4001887 UAi, o excentricitate de 0,17, o înclinație de 9,65475 ° în raport cu ecliptica.